# Cot Uteuen Raja
Cot Uteuen Raja är en kulle i Indonesien.   Den ligger i provinsen Aceh, i den västra delen av landet, 1 800 km nordväst om huvudstaden Jakarta. Toppen på Cot Uteuen Raja är 108 meter över havet.
Terrängen runt Cot Uteuen Raja är kuperad åt sydväst, men åt nordost är den platt. Havet är nära Cot Uteuen Raja åt nordost. Runt Cot Uteuen Raja är det ganska glesbefolkat, med 22 invånare per kvadratkilometer. Närmaste större samhälle är Banda Aceh, 17,0 km väster om Cot Uteuen Raja. Omgivningarna runt Cot Uteuen Raja är en mosaik av jordbruksmark och naturlig växtlighet.